# Bennebroek
Bennebroek  è una località olandese di 5.145 abitanti, precedentemente comune autonomo, confluita nel 2006 sotto l'amministrazione di Bloemendaal, nella provincia dell'Olanda Settentrionale.